# Sven Riemann
Sven Riemann (* 18. April 1967 in Berlin) ist ein deutscher Schauspieler und Hörspielsprecher.

## Leben und Wirken
Sven Riemann absolvierte sein Studium von 1990 bis 1994  an der Staatlichen Hochschule für Musik und Theater Rostock und hatte währenddessen bereits ein Gastengagement am Volkstheater Rostock.
Seither arbeitet er als freischaffender Schauspieler in Film und Fernsehen und hat Gastengagements für verschiedene Theaterproduktionen.
Einem breiten Publikum wurde er durch seine Rolle als Atze Schneider in der ARD-Serie Dr. Sommerfeld – Neues vom Bülowbogen und als Felix Sprosse in der SAT.1-Serie Hallo, Onkel Doc! bekannt. In der Kinderhörspielreihe „Bibi und Tina“ ist Riemann der Nachfolger des 2014 verstorbenen Eberhard Prüter als Sprecher von Graf Falko von Falkenstein.

## Filmografie (Auswahl)
- 1994: Doppelter Einsatz – Falsche Freunde (Fernsehserie)
- 1995–1998: Hallo, Onkel Doc! (Fernsehserie)
- 1996: 5 Stunden Angst – Geiselnahme im Kindergarten
- 1997: Löwenzahn – Peter und der heiße Draht
- 1997: Alarm für Cobra 11 – Die Autobahnpolizei (Fernsehserie)
- 1997–2004: Dr. Sommerfeld – Neues vom Bülowbogen (Fernsehserie)
- 1998: Tatort – Brandwunden (Fernsehreihe)
- 1999: In aller Freundschaft: Schwesternliebe
- 2000: Schweigen ist Gold
- 2003: Adelheid und ihre Mörder – Tomatensoße des Grauens
- 2005: Ein Kuckuckskind der Liebe
- 2005: Beutolomäus sucht den Weihnachtsmann
- 2006: Nicht alle waren Mörder
- 2007: Stubbe – Von Fall zu Fall: Schmutzige Geschäfte
- 2008: Im Meer der Lügen (2-teiliger Fernsehfilm)
- 2009: Meine schöne Nachbarin
- 2011: Flemming – Im Krieg und in der Liebe (Fernsehserie)

## Hörspiele
- 2017: ab Folge 85 Bibi und Tina (als Graf von Falkenstein)